# Quidam
I Quidam sono stati un gruppo musicale rock progressivo polacco attivi tra i primi anni novanta e la prima metà degli anni diemiladieci.

## Storia

### I Deep River
Il nome del gruppo deriva dalla parola latina "quidam", che significa "qualcuno, qualche essere umano" ed è ispirato dalla poesia Quidam di Cipriano Kamil Norwid, forse il più intrigante dei poeti romantici polacchi. L'eroe del poema è alla ricerca del suo posto nella vita, della bontà e della verità. Il gruppo è stato fondato nel 1991 quando Maciek Meller, Radek Scholl e Rafał Jermakow decidono di suonare insieme. A loro subito si unisce Zbyszek Florek, formando i Deep River, proponendo una miscela di rock e blues e cambiando un certo numero di cantanti, tra i quali il più longevo è stato Waldemar Ciechanowski. Cambiato nome in Quidam e arruolata la flautista Ewa Smarzyńska, sia lo stile compositivo che il suono hanno cominciato a cambiare evolvendosi in una più raffinata forma di rock. Le canzoni, piene di lunghe parti strumentali e poesia musicale ora sono state orientate verso ascoltatori più sensibili ed esigenti. Lo stile ricorda i Camel, i King Crimson nella loro fase iniziale, i Genesis, i Pink Floyd, con accenni di musica rinascimentale.

### Gli inizi ed il successo
Da qui, e con l'ingresso in formazione della cantante Emila Derkowska, i Quidam si prefiggono di attrarre sia un pubblico sofisticato che i favori della critica, facendosi notare in festival tra i quali si segnalano le due vittorie consecutive al Gitariada Festival (nel 1993 e nel 1994) con Emila Derkowska premiata col premio speciale della giuria nella quale figuravano tra gli altri Wojciech Waglewski e Leszek Biolik.
Il compimento del loro viaggio musicale prese forma del loro album di debutto intitolato semplicemente Quidam, registrato tra il settembre 1995 e il marzo 1996, ed accolto molto calorosamente da parte della critica e dagli appassionati di rock progressivo sia in Polonia che nel resto d'Europa, con recensioni più che positive anche su Tylko Rock, Machina, Contesto, Wondrous Stories e Alternate View - UK Progressive Music Webzine. L'album ha raggiunto alte posizioni nelle classifiche progressive del 1996 (quinto per la francese "Big Bang"); nei sondaggi di Tylko Rock, la più importante rivista polacca di musica rock, Emila Derkowska ha vinto il titolo di "Best New Talent del 1996".
Tra il 1996 ed il 1997 i Quidam suonano molto dal vivo, affermando la loro notorietà e varcando finalmente i confini polacchi per suonare nei Paesi Bassi ed in Francia in numerosi concerti. Sono al fianco dei Camel durante la loro tournée polacca dell'aprile 1997 nella quale Emila Derkowska e Ewa Smarzyńska suonano con loro la suite Harbour of Tears. Al termine della date nei Paesi Bassi, nella metà del 1997, comincia il lavoro preparatorio per il loro secondo album.
Nel gennaio del 1998 Ewa Smarzyńska lascia la formazione ed a febbraio la band registra canzoni per il secondo album al JM Audio studio di Cracovia includendo, oltre alle proprie canzoni, una reinterpretazione del celebre brano dello storico gruppo rock polacco Budka Suflera Jest taki samotny dom. Il nuovo materiale è stato mixato a Lublino allo studio "Hendrix" sotto l'attenta guida del produttore Paweł Skura.
L'album Sny Aniołow (Angels' Dreams), viene pubblicato in due versioni: in polacco e in inglese (la versione in lingua inglese è stata distribuita in tutto il mondo dall'etichetta francese Musea). L'uscita in Polonia è preceduta dal rilascio di un maxi-singolo che, oltre a colpire con la canzone Moje Anioły (Angels Of Mine), contiene due composizioni registrate al festival di Corbigny in Francia: Bajkowy, dal loro album di debutto e Rhayader / Rhayader Goes To Town (cover di una canzone dall'album dei Camel Snow Goose). La canzone Angels Of Mine è stata inserita nella playlist di molte stazioni radio in Polonia, attivando a maggio fino all'ottavo posto nelle classifiche nazionali. Il tour a supporto dell'album sarà intenso e prestigioso: al fianco di Colin Bass, John Wetton, Premiata Forneria Marconi, ICQ, ed in molti raduni progressive facendo man bassa di riconoscimenti per i componenti del gruppo. Nel settembre del 1998 viene pubblicato il secondo singolo Little Bird With No Legs ed in novembre viene pubblicato l'album The Outcast Of The Islands di Colin Bass al quale partecipano alcuni componenti dei Quidam, che poi lo accompagneranno nelle date promozionali polacche sino all'inizio del 1999.
Il 1999 è di lavoro per il terzo album in studio, ma i Quidam in marzo partecipano alla terza edizione di Baja Prog a Mexicali in Messico e da aprile accompagnano ancora per sei mesi Colin Bass in tour sia come strumentisti (con Dave Stewart, Szymon Brzeziński, Marcin Błaszczyk degli Abraxas) che come gruppo di supporto, in Polonia, nei Paesi Bassi, in Belgio, in Francia e in Spagna.
In novembre viene pubblicato l'album live Baja Prog - Live In Messico'99, pubblicato in tutto il mondo. L'album fa un grande sintesi della prima fase della carriera della band. Tra i brani inclusi nel disco possiamo trovare anche versioni di composizioni rock classiche come Rhayader / Rhayader Goes To Town dei Camel, Child In Time dei Deep Purple e Jest taki samotny dom dei Budka Suflera.
Quasi contemporaneamente viene pubblicato l'album Colin Bass Live at Polskie Radio III. In questo caso possiamo ascoltare i Quidam musicisti turnisti.
Il terzo album in studio continua la sua lunga gestazione per tutto il 2000 e il 2001, tra tour all'estero e collaborazioni. Infatti The Time Beneath The Sky vede la luce nel marzo del 2002. L'album è sicuramente il più maturo e complesso della band e li pone come stelle di prima grandezza nel panorama progressive. I Quidam suonano ovunque: Polonia, Germania, Europa occidentale, e vengono invitati a suonare in Brasile. Un mese prima del Brasile, nell'ottobre del 2002, il bassista e membro fondatore del gruppo Radek Scholl lascia il gruppo e viene sostituito con Damian Sikorski. In questa nuovo formazione, i Quidam suonano il tour brasiliano. Il 2003 si apre con un mini-tour in Belgio e Paesi Bassi. Durante il concerto del 15 febbraio a Inowrocław, sorprendendo chiunque, la cantante Emila Derkowska, annuncia la decisione di lasciare il gruppo. Decisione che si rivela devastante per la formazione, in quanto quel concerto sarà anche l'ultimo per il batterista Rafał Jermakow e il neo-bassista Damian Sikorski che raggiungono Radek Scholl (alla chitarra!) nel gruppo dei Menski.

### Dalla rinascita ad oggi
Passano dodici mesi e nel 2004 i membri superstiti Florek, Meller e Zasada decidono di ricominciare. Inizia quindi la ricerca di nuovi musicisti e di nuova identità artistica. Il primo ad unirsi a loro è Maciek Wróblewski, batterista conosciuto per la sua cooperazione con musicista avanguardista polacco Mariusz Lubomski, poi Mariusz Ziółkowski degli After (dei quali rimane comunque membro attivo) che viene assunto come bassista. Dopo molte audizioni Bartek Kossowicz (ex Neo) è diventato il nuovo frontman.
Dal maggio 2004 al gennaio 2005 il gruppo ha scritto e provato nuovo materiale. Dopo la registrazione di una demo professionale arriva il momento per la registrazione di un nuovo album. Sono "sopravvissuti" e "rivissuti": da qui l'idea per il titolo. Il 6 febbraio del 2005 nelle sale di prova del Teatro Miejski di Inowrocław, le prime canzoni dell'album surREvival vedono la luce. SurREvival viene pubblicato il 6 giugno del 2005.
Meno di una settimana dopo il gruppo affronta il primo live con la nuova formazione. SurREvival è stato accolto molto calorosamente dal pubblico polacco e ha ricevuto grande recensioni all'estero, confermando alla band di aver intrapreso la giusta direzione. Dopo un mese di intense prove i Quidam erano pronti a svolgere una serie di concerti in Europa occidentale, Germania, Spagna, Francia e Paesi Bassi (di supporto ai Focus). In novembre inizia il tour polacco surREvival Tour 2005, durante il quale a Katowice il gruppo registra il suo primo DVD che viene pubblicato nel gennaio del 2006 col titolo di The Fifth Season - Live in Concert.
Al termine del tour il gruppo comincia a lavorare su nuovo materiale e dopo un anno, nel novembre del 2007 pubblica Alone Together (che segna curiosamente il ritorno, ma come corista, di Emila Derkowska, accreditata col nuovo cognome adottato Nazaruk col quale è anche attualmente una delle voci soliste del coro gospel polacco TGD). Il tour che ne segue viene raccolto in una terza pubblicazione live del 2010 intitolata Strong Together.
Nell'aprile del 2012 pubblica Saiko, un nuovo lavoro che segna il ritorno (per la prima volta con Bartek Kossowicz e dopo dieci anni) a testi completamente in lingua polacca.
Nonostante nessuna ufficialità sullo scioglimento ed alcuni "Coming Soon" pubblicati sui social, il gruppo non pubblica album né effettua concerti dal 2012 ed il loro sito internet è ancora fermo alla release di Saiko. Inoltre Meller è dal 2016 entrato nella formazione dal vivo dei Riverside in sostituzione del compianto Piotr Grudziński, divenendo componente ufficiale del gruppo nel 2020.
Si riuniscono in una unica occasione nel 2021 in formazione semi-classica (con Emila Derkowska alla voce, Ewa Smarzynska al flauto, Zbigniew Florek alle tastiere, il batterista Rafal Jermakow e Maciej Meller alla chitarra della formazione originale, coadiuvati dal bassista Jaroslaw Szajerski, dalla violoncellista Veronika Klujava e dal contrabbassista Kamil Szewczyk) per reincidere due bonus tracks (Sanktuarium a.D. 2021 e Pod powieką a.D. 2022) pubblicate in occasione della riedizione per il 25º anniversario dei loro primo e secondo album.

## Formazione
Ultima (2005-2012)
- Bartek Kossowicz  (2004-2012) – voce
- Zbyszek Florek (1991-2012) – tastiera
- Mariusz Ziółkowski (2004-2012) – basso
- Maciek Meller (1991-2012) – chitarra, voce
- Maciek Wróblewski (2004-2012) – batteria
- Jacek Zasada (1998-2012) – flauto

In Sanktuarium a.D. 2021 e Pod powieką a.D. 2022
- Emila Derkowska – voce
- Zbyszek Florek – tastiera
- Jaroslaw Szajerski – basso
- Maciek Meller – chitarra, voce
- Rafal Jermakow – batteria
- Ewa Smarzyńska – flauto
- Veronika Klujava – violoncello
- Kamil Szewczyk – contrabbasso

Ex componenti
- Emila Derkowska (1991-2003)– voce
- Ewa Smarzyńska (1991-1997) – flauto
- Radek Scholl (1991-2002) – basso
- Damian Sikorski (2002-2003)– basso
- Rafal Jermakow (1991-2002) – batteria

## Discografia

### Album in studio
- 1996 – Quidam
- 1998 – Sny aniołów
- 2002 – Pod Niebem Czas
- 2005 – surREvival
- 2007 – Alone Together
- 2012 – Saiko

### Album dal vivo
- 1999 – Baja Prog - Live in Mexico '99
- 2006 – The Fifth Season - Live In Concert
- 2006 – ...bez półPRĄDU...halfPLUGGED...
- 2010 – Strong Together

### Collaborazioni
- 1998 – Live at Polish Radio 3 – Colin Bass
- 1998 – The Outcast of the Islands – Colin Bass